# Arboretum Trsteno
Arboretum Trsteno najstariji je spomenik vrtne arhitekture u Hrvatskoj i jedini arboretum u Hrvatskoj koji se nalazi na jadranskoj obali. Nalazi se u turističkome mjestu Trsteno, 19 km sjeverozapadno od Dubrovnika. Poznat je po povijesnim perivojima i po zbirci sredozemnih i egzotičnih biljaka.
Arboretum je osnovan 1948. godine na prostoru renesansnoga ljetnikovca s vrtom, na imanju koje se od kraja 14. stoljeća nalazilo u vlasništvu dubrovačke plemićke obitelji Gučetić-Gozze. Godine 1949. zakonom je zaštićen kao spomenik prirode. Prostire se na površini od približno 25 hektara i na tome prostoru objedinjuje nekoliko cjelina:
- renesansni park s ljetnikovcem,
- neoromantičarski park s kraja 19. i početka 20. stoljeća,
- stari maslinik i
- prirodnu vegetaciju šume i makije, s priobalnim stijenama.

U okviru kompleksa arboretuma osim ljetnikovca nalaze se i kapela svetoga Jeronima iz 17. stoljeća, stara mlinica za masline, akvadukt iz 15. stoljeća i barokna fontana s rimskim bogom Neptunom i nimfama, sagrađena 1736. godine. S bogatim biljnim fondom koji čini 465 uzgojenih i 510 samoniklih vrsta Arboretum Trsteno ujedinjuje prirodnu i kulturnu baštinu.
Nadležnost nad Arboretumom danas ima Hrvatska akademija znanosti i umjetnosti.

## Povijest
Parkovski kompleks, od kojega je kasnije nastao Arboretum, nastao je krajem 1498. godine. Godine 1494. dubrovački vlastelin Ivan Marinov Gučetić-Gozze na svojem je poljskom imanju podigao ljetnikovac i park. Ljetnikovac i park ubrzo su postali središte humanističkoga i kulturnoga života Dubrovnika i za njih su vezana mnoga poznata imena iz kulturne povijesti Dubrovnika. Među ostalim tu je boravila i dubrovačka pjesnikinja Cvijeta Zuzorić, a tijekom 16. stoljeća na tom imanju poznati je filozof i humanist Nikola Vitov Gučetić napisao brojna filozofska djela i rasprave.
Krajem 19. i početkom 20. stoljeća na imanju se gradi još jedan park, prostorno odvojen od renesansnoga vrta, uređen u tada modernom pejzažnom stilu.
Cijeli je kompleks 1948. godine pretvoren u arboretum, a sljedeće godine zaštićen je kao spomenik prirode. Zabranjene su i kažnjive radnje koje mogu nanijeti štetu arhitektonskim i vrtnim spomenicima, kao i biljkama i životinjama na cijeloj površini arboretuma. Zabranjeno je čupanje i branje uzgojenih ili samoniklih biljaka, kao i njihova sjemena. Također je zabranjen i lov, ubijanje životinja ili njihovo odnošenje iz arboretuma. Danas je Arboretum Trsteno u nadležnosti Hrvatske akademije znanosti i umjetnosti.
Arboretum je devastiran u Domovinskome ratu, ali je većinom obnovljen.
Višegodišnji predstojnik tog arboretuma bio je hrvatski akademik Mirko pl. Vidaković.

### Ljetnikovac
Izgradnja samoga ljetnikovca završena je 1502. godine. Zgrada je zidana u renesansnome stilu, ali je to prvobitno zdanje srušeno u potresu koji je pogodio Dubrovnik i njegovu okolicu 1667. godine. Na njegovome mjestu sazidano je novo zdanje, koje se i danas tu nalazi. Osim ljetnikovca u parkovskome kompleksu nalaze se i kapela svetoga Jeronima iz 17. stoljeća i gospodarski objekti, u čijem sastavu je i mlinica za masline s dobro očuvanim prešama za cijeđenje maslinova ulja.

### Renesansni park
Park Gučetić pripada karakterističnome tipu dubrovačkoga renesansnoga vrta. Prema vremenu nastanka stariji je od mnogih čuvenih talijanskih i francuskih renesansnih vrtova. To je park geometrijske osnove koju čini ortogonalna mreža pješačkih staza, obrubljenih niskim kamenima zidićima. Okosnicu parka predstavlja glavno šetalište, s dvostrukom kolonadom kamenih stubova koji nose pergolu od vinove loze. Od ostalih elemenata karakterističnih za renesansne vrtove u okviru parka Gučetić nalaze se i paviljon s pogledom na otvoreno more i Elafitske otoke, prostor za odmor, nazvan „zelena lođa”, i fontana do koje se voda dovodila akvaduktom s 14 lukova, dugim 70 metara. Akvadukt i fontana izgrađeni su u 15. stoljeću, a današnji barokni izgled, sa skulpturama rimskoga boga Neptuna i nimfama, fontana je dobila 1736. godine, kada je preuređena.

### Novi dio parka
Novi park pripada specifičnoj grupaciji južnojadranskih vrtova čija je karakteristika kompozicijsko rješenje koje sjedinjuje dva suprotna vrtna koncepta:
- dio parka uređen u tradicionalnome geometrijskome stilu i
- dio uređen u slobodnome, pejzažnome stilu, ispunjen romantičarskom scenografijom.

Park počinje na šumovitome proplanku odakle se, preko kamenih stepenica i vidikovaca, postepeno spušta niz strmi obronak sve do morske obale. Središnjim dijelom parka dominira ukrasna „ruševina” sa sunčanim satom, odakle se pruža panoramski pogled na Elafitske otoke.

## Uvjeti staništa
Arboretum Trsteno leži na geološkoj podlozi mezozojskih propusnih vapnenačkih stijena. Klima je sredozemna, sa srednjom godišnjom temperaturom od 15,5 °C, relativnom vlagom zraka od 67 % i srednjom godišnjom količinom padalina od 1284 mm.

## Vegetacija
Vegetacija zastupljena u arboretumu predstavlja spoj uzgojenih vrsta i autohtone vegetacije toga područja.

### Uzgojene vrste
Zbirka uzgojenih vrsta najvećim se dijelom nalazi u sklopu staroga renesansnoga vrta i danas obuhvaća 465 biljnih vrsta, svrstanih u 111 porodica. Prema zemljopisnome podrijetlu najveći je broj sredozemnih i europskih vrsta, koje čine 31 %. U vrijeme kada je stvoren Gučetićev park u Dubrovnik, zahvaljujući brojnoj pomorskoj floti, počele su pristizati i različite strane vrste, pa su tako u parku brojne i azijske vrste, koje čine 22 %, a značajan je i broj američkih, kojih ima 17 %. Osim ukrasnih, tu zbirku čine i gospodarski korisne vrste, kao što su: limun, naranča, četrun, mogranj, vinova loza, ruže, jasmin, ružmarin, lavanda, svetolin (Santolina chamaecyparissus) i druge.
Park je krajem 19. i početkom 20. stoljeća obogaćen biljkama sa svih dijelova svijeta, među kojima su palme – kanarska datulja, kalifornijska lepezasta palma, visoka žumara i mediteranska lepezasta palma, zatim kamforovac, avokado, hrast plutnjak, virdžinijski dragun (Diospyros virginiana), gumijevac, eukaliptus, crni i žuti bambus, cikas i mnoge druge egzotične vrste. Među najvećim i najstarijim vrstama drveća, od kojih su neka od njih stara čak 150 godina, nalaze se stabla ginka, američke lipe (Tilia americana), libanonskoga cedra, tulipanovca, himalajskoga čempresa (Cupressus torulosa), azijske platane (Platanus orientalis) i mnoga druga.

### Autohtone vrste
Autohtona samonikla vegetacija zastupljena je na prostoru arboretuma s 510 vrsta, svrstanih u 84 porodice. Osnovu čine šume hrasta medunca, alepskoga bora i čempresa, vegetacija makije i vegetacija na priobalnim stijenama. Kao dominantni elementi mediteranske vegetacije javljaju se maslina i rogač, a lokalno se, na dubljemu i vlažnijemu zemljištu, javljaju i submediteranske vrste bijeli grab, jasen i lovor, dok se na strmim stijenama nad morem nalaze rijetki lokaliteti drvenaste mlječike.

## Zanimljivosti
Na prostoru Arboretuma snimane su brojne scene iz popularne serije Igra prijestolja američke produkcijske kuće HBO; u seriji je krajolik poslužio kao prirodna scenografija za King’s Landing.

## Galerija fotografija
- Detalji biljaka iz parka
- Svečana juka (Yucca gloriosa) pored glavne šetne staze
- Mediteranska lepezasta palma (Chamaerops humilis)
- Visoka žumara (Trachycarpus fortunei)
- Cikas palma (Cycas revoluta)
- Zvjezdasti jasmin (Trachelospermum jasminoides) na zidu ljetnikovca
- Kolekcija bambusa – crni i zeleni bambus
- Šuma bambusa
- Azijska platana (Platanus orientalis)
- Alepski bor (Pinus halepensis), predstavnik samonikle autohtone vegetacije

- Detalji starih preša za cijeđenje maslinovoga ulja

## Vanjske poveznice
|  | Zajednički poslužitelj ima još gradiva o temi Arboretum Trsteno |

- Šetnja Arboretumom
- Arboretum Trsteno HAZU  Arhivirana inačica izvorne stranice od 23. rujna 2020. (Wayback Machine)
- Obnova Arboretuma  Arhivirana inačica izvorne stranice od 24. kolovoza 2007. (Wayback Machine)
- Arboretum Trsteno eng.